# Euphysora verrucosa
Euphysora verrucosa är en nässeldjursart som beskrevs av Bouillon 1978. Euphysora verrucosa ingår i släktet Euphysora och familjen Corymorphidae. Inga underarter finns listade i Catalogue of Life.